# Wincenty Rapacki (1840–1924)

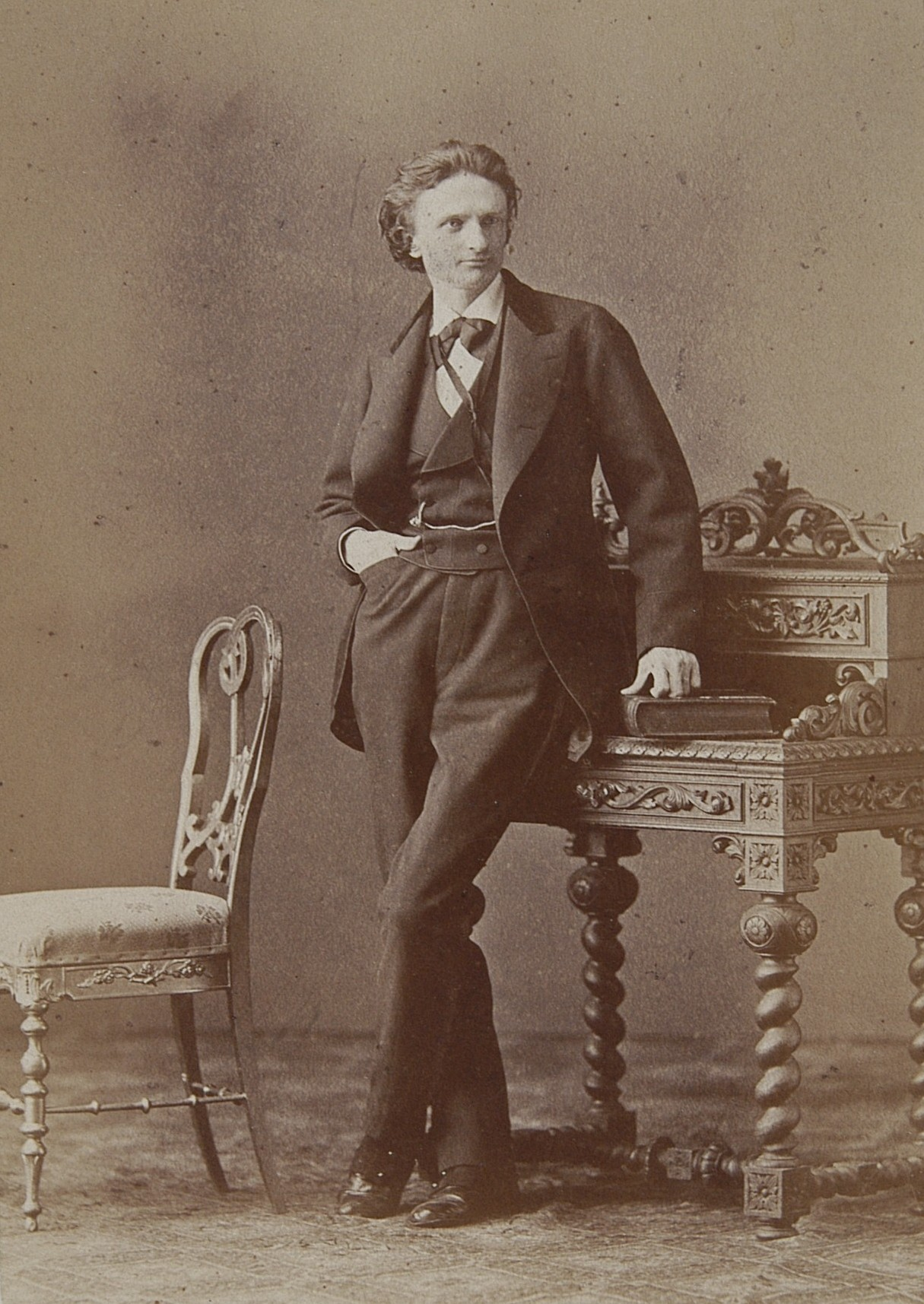
Wincenty Rapacki, 1870

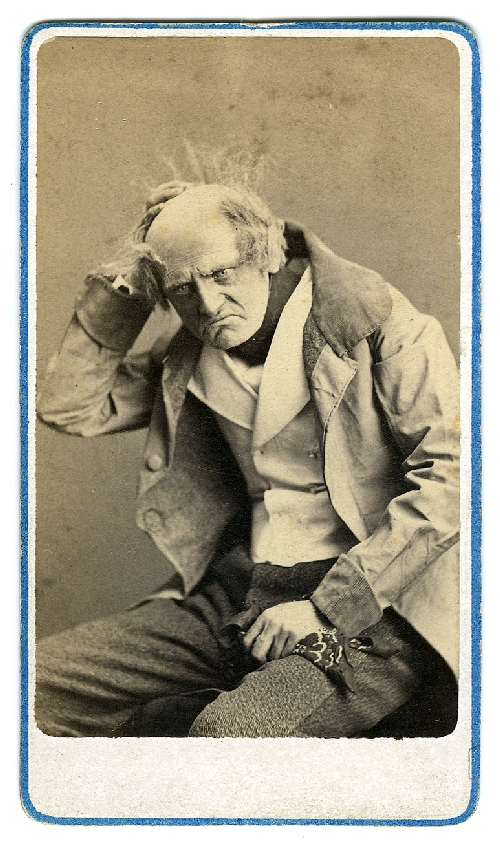
Wincenty Rapacki w roli Zrzędy w Zrzędności i przekorze Aleksandra Fredry. Fotografia Walerego Rzewuskiego, 1865

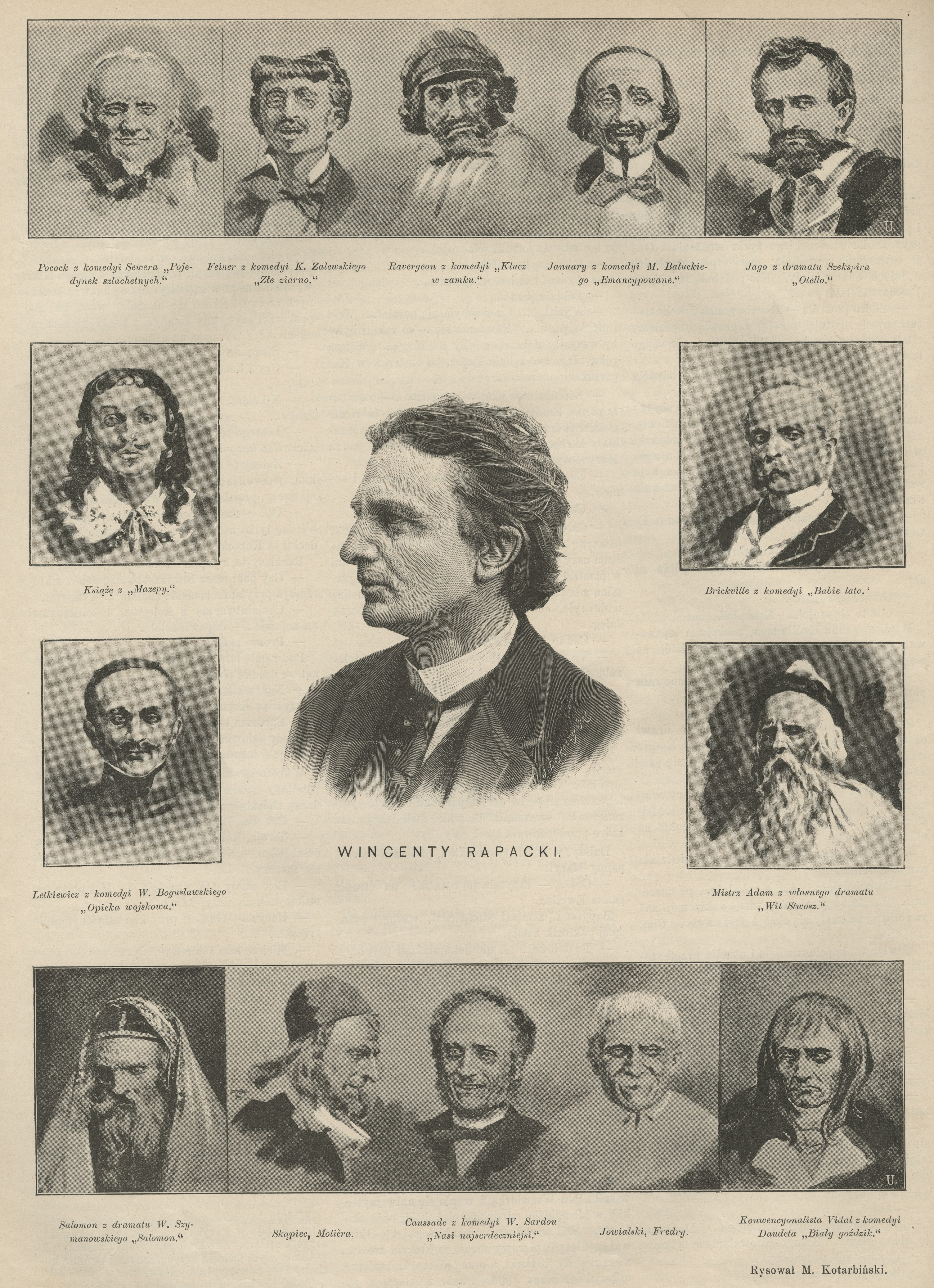
Wincenty Rapacki w różnych rolach

Wincenty Rapacki (ur. 22 stycznia 1840 w Lipnie, zm. 12 stycznia 1924 w Warszawie) – polski aktor i reżyser teatralny. Czołowy aktor polskiej sceny schyłku XIX wieku. Jeden z pierwszych twórców realistycznych postaci scenicznych.

## Życiorys
Był synem Wojciecha i Wiktorii z Piegłowskich. Urodził się w Lipnie przy ulicy Koziej (później przemianowanej na Wincentego Rapackiego). Wcześnie został osierocony przez matkę. Ojciec ożenił się powtórnie, a ponieważ młody Rapacki nie był dobrze traktowany przez macochę i przyrodnich braci dużo czasu spędzał poza domem. Wtedy też zafascynował się wędrownymi trupami aktorskimi i postanowił zostać aktorem.
Początkowo chodził do szkoły w Lipnie, ale po ucieczce z domu dotarł do Płocka i tam kontynuował naukę. W 1858 rozpoczął naukę w Szkole Dramatycznej w Warszawie. Ucząc się jednocześnie zarabiał na swoje utrzymanie imając się różnych zajęć. Nie mogąc znaleźć zatrudnienia w Warszawie, wyjechał do Druskienik, gdzie w 1861 zadebiutował w sztuce J. I. Kraszewskiego Stare dzieje. Później występował w różnych teatrach. W sezonie 1864/65 grał we Lwowie, a w latach 1865–1870 w Krakowie.
Pobyt w Krakowie pozwolił Rapackiemu intensywnie rozwijać się. W tym czasie dużo czytał, obracał się w kręgach uczonych (przyjaźnił się między innymi z Aleksandrem Fredrą, Michałem Bałuckim, Ignacym Kraszewskim, Karolem Estreicherem, Janem Matejką, któremu pozował do portretów).
Podczas pobytów w Paryżu i Wiedniu zapoznawał się z zachodnimi koncepcjami teatralnymi. Rozwijając swój kunszt aktorski, opierał się na wnikliwej obserwacji, tworząc dokładny portret osoby kreowanej. W 1869 podczas występów w Teatrze Narodowym w Warszawie, w ciągu 37 dni zagrał w 11 rolach, które spotkały się z dużym uznaniem zarówno krytyki, jak i publiczności. W 1870 otrzymał tam stałą pracę. W Warszawie grał i reżyserował (w latach 1875–1876).
Dzięki mozolnej pracy oraz wielkiemu talentowi wzniósł się na czoło plejady aktorskiej ówczesnej Warszawy. Był jednym z najwybitniejszych aktorów polskich, stworzył wiele wybitnych ról w dramacie współczesnym. Był pierwszym wielkim aktorem, który przyznawał się do realizmu. Wielką wagę przywiązywał do charakteryzacji, odpowiednich kostiumów i dekoracji. Jego spektakle charakteryzowały się dbałością o historyczną wierność. Preferował występowanie we współczesnym repertuarze.
Był także wysokiej klasy pedagogiem. Od 1893 wykładał w Klasie Dykcji i Deklamacji w Warszawskim Towarzystwie Muzycznym, a w latach 1908–1909 w warszawskiej Szkole Aplikacyjnej. Aktorstwa pod jego okiem uczyła się Zofia Noiret.
Od 1919 do śmierci występował w warszawskim Teatrze Rozmaitości.

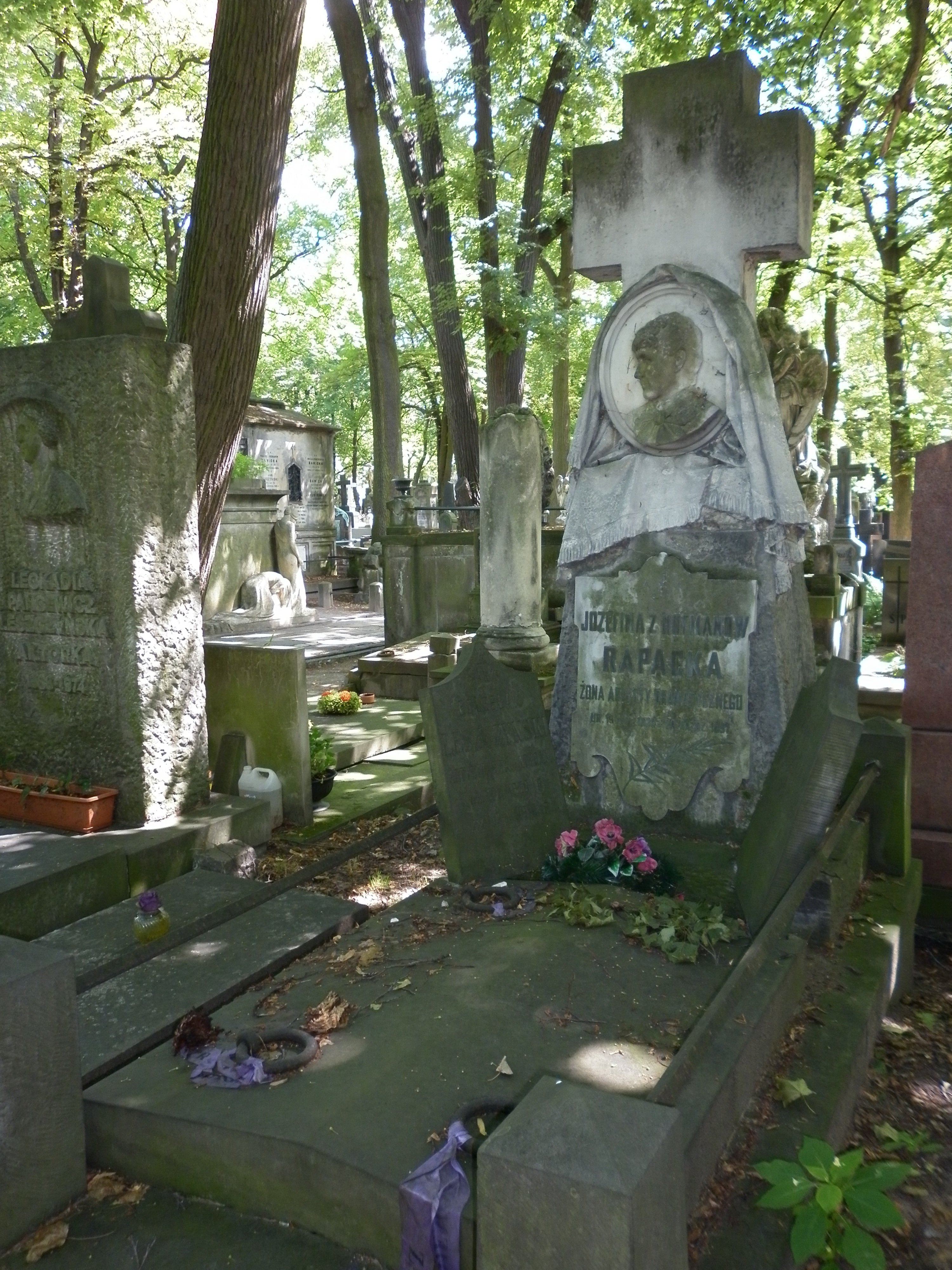
Grób Bolesława Leszczyńskiego i Wincentego Rapackiego na cmentarzu Powązkowskim

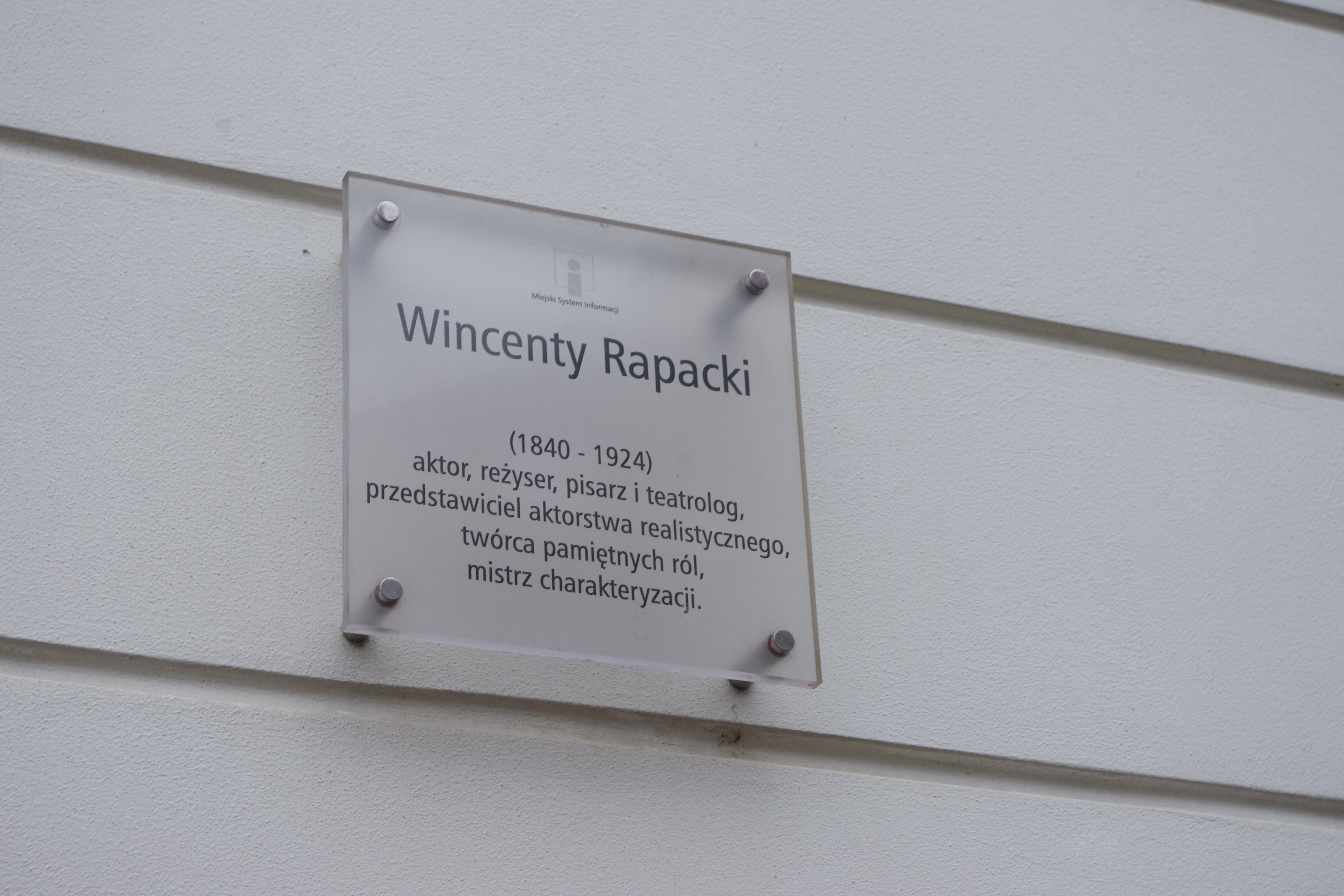
Tablica Miejskiego Systemu Informacji upamiętniająca aktora i reżysera Wincentego Rapackiego na Starej Ochocie w Warszawie

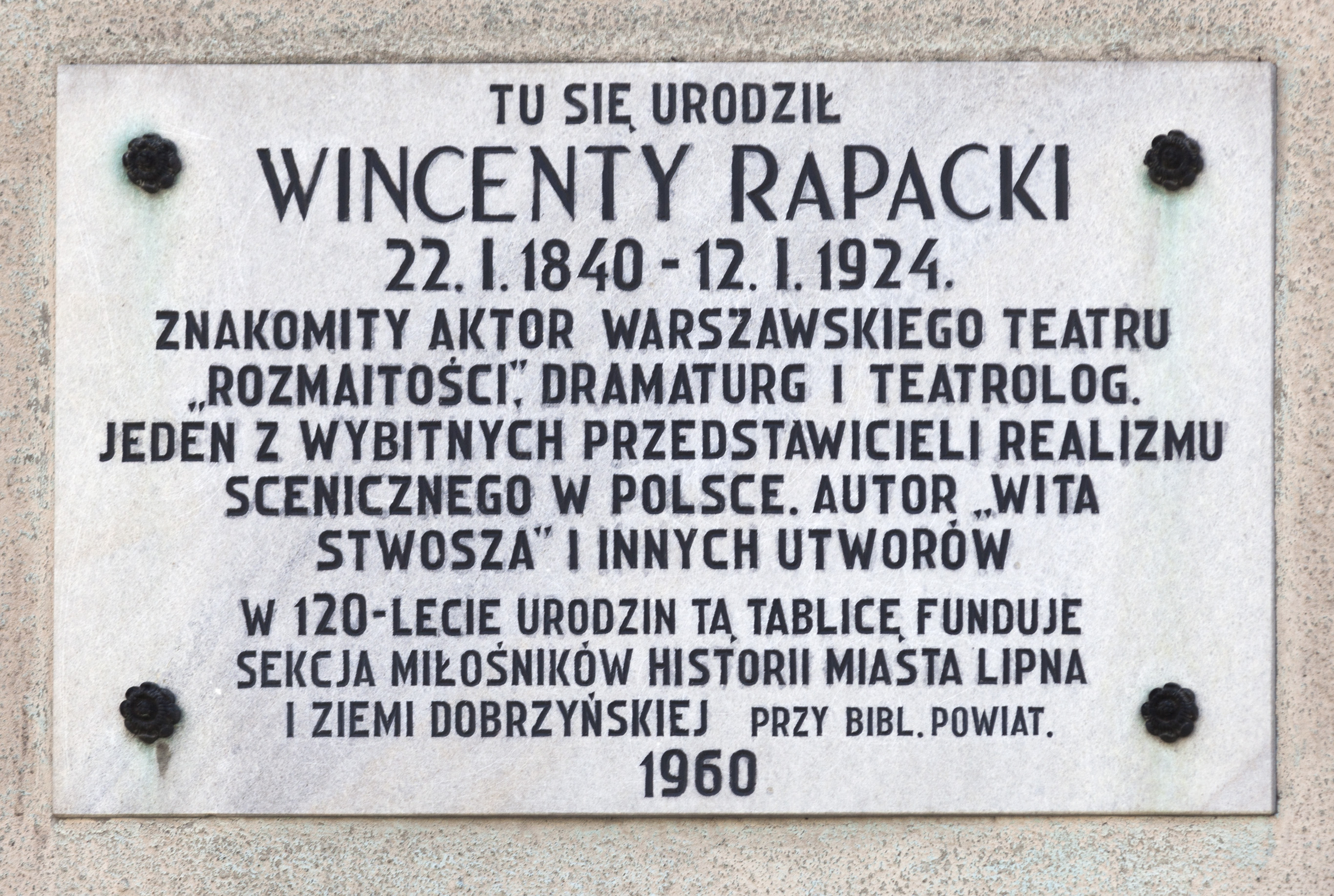
Tablica na domu przy ul. Rapackiego 12 w Lipnie, w którym urodził się aktor

### Działalność pisarska
Uprawiał także działalność literacką. Pisał powieści, dramaty, a także tłumaczył. Dla potrzeb teatru zaadaptował wiele dzieł, między innymi Nędzników Wiktora Hugo. Był twórcą dramatów historycznych, które wyróżniały się wielką scenicznością. W swoich utworach tworzył galerie żywych, pociągających postaci, czasem nawet kosztem fabuły. Napisał również wiele powieści. Jest także twórcą opowiadań i nowel. Książka Sto lat sceny polskiej w Warszawie została wydana w 1925, już po śmierci Rapackiego.
Był stałym współpracownikiem takich warszawskich czasopism, jak „Ateneum”, „Kłosy”, „Kurier Warszawski”, „Tygodnik Ilustrowany” czy „Biblioteka Warszawska”, w których publikował swoje utwory.
Był autorem obszernych pamiętników, których nie pozwolił opublikować za życia, a które spłonęły podczas Powstania Warszawskiego. Fragmenty które zdołano odratować, zostały opublikowane we Wspomnieniach aktorów (1800–1825) (Warszawa 1965).

### Uznanie i upamiętnienie
Jako aktor cieszył się wyjątkowym autorytetem w teatrze polskim. W 1919 został pierwszym członkiem honorowym Związku Artystów Scen Polskich.
W 1921 w 60. rocznicę pracy scenicznej, jako pierwszy z polskich aktorów został odznaczony Orderem „Odrodzenia Polski” klasy IV za wieloletnią działalność na polu polskiej sztuki dramatycznej.
27 września 1926 w Warszawie nadano jednej z ulic nazwę Wincentego Rapackiego.
W 1961 w 120 rocznicę urodzin Wincentego Rapackiego, w domu w Lipnie w którym mieszkał jako dziecko, wmurowano pamiątkową tablicę.
Ponadto jego nazwiskiem nazwano także jedną z ulic w tym mieście.

### Życie prywatne
Był nestorem wielkiego aktorskiego rodu.
Jego pierwszą żoną była Józefina Rapacka z Hoffmanów, z którą miał dzieci:
- Honoratę, aktorkę, która wyszła za mąż za Bolesława Leszczyńskiego i miała z nim syna Jerzego Leszczyńskiego;
- Wincentego Rapackiego, aktora, śpiewaka, autora licznych tekstów, operetek. Tłumacz librett operetkowych, który ożenił się z Heleną Zimajer i miał z nią dzieci Adama Rapackiego oraz Halinę Rapacką;
- Różę Rapacką, artystkę-śpiewaczkę, matkę aktora Andrzeja Boguckiego;
- Józefa, artystę-malarza;
- Wiktora, skrzypka Filharmonii i Opery Warszawskiej;
- Jana, muzyka.

Po jej śmierci w 1891 roku, ożenił się powtórnie z Amelią Gordon-Świejkowską (1868–1902), z którą miał synów Romualda i Dionizego.
Wincenty Rapacki spoczywa w grobowcu rodzinnym na cmentarzu Stare Powązki w Warszawie (kwatera A-6-5).

## Spektakle (wybór)
- 1861 – Stare dzieje
- 1865 – Zemsta
- Panie Kochanku
- Gliński
- Król się bawi
- Kupiec Wenecki

## Twórczość
- Wit Stwosz, 1875 (dramat)
- Starosta Wilczek, 1875 (dramat)
- Mazur Czart, 1876 (dramat)
- Figlik Stańczyka, 1876 (dramat)
- Mikołaj Kopernik, 1876 (dramat)
- Maćko Borkowic, 1878 (dramat)
- Herszt, 1878 (dramat)
- Acernus, 1879 (dramat historyczny)
- Odsiecz Wiednia, 1883
- Grzechy królewskie, 1886 (powieść)
- Trefniś, 1887 (nowele)
- Do światła,1887 (powieść)
- Bogusławski i jego scena, 1888 (komedia)
- Pro honore domus, 1888
- Odbijanego, 1888 (komedia)
- Hanza, 1890 (powieść)
- Grzechy królewskie (powieść)
- Obraz z przeszłości, 1905 (nowele)
- Około teatru, 1905 (nowele)
- Histryoni, 1906 (powieść)
- Kostka Napierski, 1907 (powieść)
- Król Husytów, 1913 (powieść)
- Krwawa plama, 1913 (powieść)
- Czarny dwór
- Sto lat sceny polskiej w Warszawie, 1925
- Przewodnik dla teatrów amatorskich